# Jonas Castelijns
Jonas Castelijns (Bladel, 14 februari 1953) is een Nederlandse radioloog, die internationale bekendheid geniet als wetenschapper en radioloog in het hoofd-hals gebied. Hij is emeritus-hoogleraar in de radiologie aan de Vrije Universiteit. Castelijns leidde een onderzoeksgroep aan het VU medisch centrum (VUmc) en zet na zijn emeritaat aan het VUmc zijn onderzoek voort aan het Antoni van Leeuwenhoek ziekenhuis-Nederlands Kanker Instituut (AVL-NKI) te Amsterdam.

## Levensloop
Castelijns is in 1953 geboren in het Helleneind te Bladel als zoon van een mijnwerker en groeide op in een katholiek gezin van 11 kinderen. Op 11-jarige leeftijd ging hij naar het St-Theresia te Boxtel. Toen het aantal klein-seminaristen verminderde, werd het missiehuis 1966 het katholieke Internaat "Stapelen". Hij behaalde in 1971 daar het Gymnasium-bèta diploma. Hij studeerde vervolgens aan de Universiteit van Amsterdam Wiskunde en Geneeskunde.  
Hij promoveerde in 1987 cum laude aan de Vrije Universiteit op het onderwerp “MRI of Laryngeal Cancer”. Hij voltooide in 1992 zijn opleiding tot radioloog in het V.U.mc, waarna hij kortdurend werkzaam was in het AMC te Amsterdam, het Catharina-ziekenhuis te Eindhoven en UCSF te San Francisco. Sinds 1993 werkte hij als radioloog in het V.U.mc. Hij werd in 2001 aan de Vrije Universiteit benoemd tot hoogleraar Radiologie met als aandachtsgebied Hoofd-hals radiologie. In juni 2019 ging hij met emeritaat aan het V.U.mc, waarna hij werkzaam is in het AVL-NKI te Amsterdam. 
Jonas Castelijns woont in Noordwijk, is getrouwd en heeft 3 kinderen uit een eerder huwelijk.

## Onderzoek
Castelijns was 40 jaar verbonden aan het Amsterdam UMC, locatie V.U.mc. Hij was vele tientallen jaren bepalend voor de ontwikkeling van baanbrekend onderzoek in de Hoofd-hals radiologie. Met onderzoekslijnen, vooral op het gebied van MRI en echogeleide hals puncties, heeft hij in belangrijke mate bijgedragen aan verbeterde diagnostiek in de Hoofd-hals oncologie en retinoblastomen (kinderoogtumoren). Vanaf midden jaren tachtig vorige eeuw optimaliseerde hij de MRI-beeldvorming bij patiënten met een hoofd-hals carcinoom (larynx, perineurale tumoruitbreiding, parapharyngeale tumoren). Al vanaf 1993 onderzocht hij de predictieve waarde van MRI-parameters bij het optreden van tumorrecidief na (chemo)radiatie en het optreden van afstandsmetastasen. Hij ontwikkelde vervolgens vanaf circa 1990 samen met onder meer professor van den Brekel echogeleide hals puncties: een sensitieve methode om uitzaaiingen in de lymfeklier aan te tonen bij patiënten met Hoofd-hals oncologie. Deze methode heeft grote navolging gevonden en wordt wereldwijd toegepast. Vanaf 1997 ontwikkelde hij met anderen de schildwachtklierprocedure. Vanaf ong. 2005 paste hij functionele MRI-technieken toe, zoals diffusie- en perfusie-MRI, wat informatie geeft hoe weefsel functioneert. Vanaf 2012 richt zijn research zich op de verwerking van de data die deze technieken opleveren: radiomics en radiogenomics. En later kwam daar kunstmatige intelligentie bij in de vorm van machine learning. 
Castelijns heeft het internationale samenwerkingsverband de "ERIC" ("European Retinoblastoma Imaging Collaboration") mogelijk gemaakt en opgericht. Hierdoor werden internationale studies opgezet, zeldzame data gebundeld en onder meer internationale richtlijnen voor MR imaging van retinoblastomen opgesteld.  
Hiernaast heeft hij ook veel innovatief onderzoek gedaan naar MRI- bevindingen bij patiënten met multiple sclerosis.

## Bijdragen aan opleiding
In de Nederlandse Vereniging voor Radiologie (NVvR) was hij vele jaren lid van de Plenaire Visitatiecommissie en het Concilium Radiologicum. Hij was initiator van het fellowship-programma Neuro-hoofdhals. In de Federatie Medische Specialisten was hij namens de beroepsgroep Radiologie gedurende de jaren 2006 tot en met 2016 plv. lid en later lid van de Medisch Specialisten Registratie Commissie (MSRC), later Registratiecommissie Geneeskundig Specialisten (RGS) geheten.

## Erkenning
Op radiologisch gebied is Castelijns een internationaal bekende Nederlandse onderzoeker met veel publicaties. Hij heeft meer dan 200 artikelen in peer-reviewed tijdschriften gepubliceerd en heeft meegewerkt aan tientallen boeken en eind redacteur geweest van meerdere radiologische standaardwerken. Hij wordt veel geciteerd in wetenschappelijke tijdschriften en heeft een Hirsch-Index van boven de 50. Hij heeft tientallen promovendi begeleid, van wie er 3 hoogleraar zijn geworden. Hij was vele jaren redacteur van vooraanstaande radiologische tijdschriften zoals de American Journal of Neuroradiology en de European Radiology. Hij speelde vele jaren een voortrekkersrol in de Executive Comités van wetenschappelijke verenigingen, zoals de European Society of Head and Neck Radiology (ESHNR) en was oprichter en 20 jaar voorzitter van de Nederlandse sectie voor Hoofd-hals radiologie. Castelijns is in 2017 te Lissabon onderscheiden met de Gold Medal Life-Time-Achievement-Award door ESHNR. Hij heeft in juni 2019 de koninklijke onderscheiding ridder in de Orde van de Nederlandse Leeuw ontvangen.

## Publicaties (selectie)
Boeken
- M.R.I. of Laryngeal Cancer. J.A. Castelijns, G.B. Snow, J.Valk. Dordrecht; Kluwer-Martinus Nijhof: 1991. https://www.amazon.com/Jonas-A.-Castelijns/e/B001K6PZGC
- Modern Head and Neck Imaging. S. Mukherji, JA Castelijns (eds). Heidelberg: Springer: 1998. ISBN 3-540-62549-6 https://books.google.com/books/about/Modern_Head_and_Neck_Imaging.html?hl=nl&id=dAIrBgAAQBAJ
- Lijst van peer-reviewed artikelen:  zie PubMed